# Зеекофель
Зеекофель (ладинск. Sass dla Porta или Cul de ra Badessa; итал. Croda del Becco; нем. Seekofell) — гора в Доломитовых Альпах на границе между Южным Тиролем и провинцией Беллуно, Италия.
Зеекофель, вершина которой поднимается на 2810 м над уровнем моря, расположена к югу от деревни Брайтс Альто-Адидже (недалеко от Доббиако) и к северу от бассейна Ампеццо. На протяжении веков гора отмечала границу между территориями Ампеццо и Пустерия, и до сих пор он отмечает самую северную точку муниципалитета Кортина.
Она имеет довольно правильную конформацию, почти округлую, без особых пиков или отростков. У подножия её северного склона находится озеро Брайес (Pragser Wildsee по-немецки).
Рельеф является частью природного парка Ампеццо Доломитовых Альп и природного парка Фанес-Сенн и Брайес.

### Название[1]
Итальянское название «Croda del Becco» происходит от того факта, что вдоль склонов горы имеется большая популяция горных козлов.
Немецкое название «Seekofel» просто означает «Пик на озере» (озеро Браиес).
Ладинское название имеет два разных происхождения:
— имя «Sass dla Porta» имеет мифологическое происхождение; он происходит от саги о Королевстве Фанов, древнем царстве мифологии ладинов, существовавшем в древнее время. Каждый год в полнолуние немногие выжившие люди Фанесов, уничтоженные алчностью короля-узурпатора, выходят из огромной естественной ямы, высеченной в скале горы, и путешествуют на лодке по озеру Брайес под руководством гида от его собственной королевы и от Лужанты, мифической героини [3].
— имя «Cu de ra Badesa» происходит из истории. Гребень Крода-дель-Бечко на протяжении нескольких веков обозначал границу между территориями, находящимися под управлением Реголе д’Ампеццо, и территориями, находящимися под юрисдикцией аббатства-замка Сонненбург, который теперь называется Кастель-Бадиа, в муниципалитете Сан-Лоренцо-ди-Себато, недалеко от Брунико. Однако к середине пятнадцатого века самая известная игуменья Зонненбург, энергичная и воинственная Верена фон Штубен, настойчиво пыталась присоединить процветающий бассейн Ампеццо к территориям, подчиняющимся власти своего монастыря. После многих столкновений настоятель (который, между прочим, неоднократно восставал против власти могущественного епископа Брессанона, философа и кардинала Никколо Кузано) должен был сдаться. Таким образом, именно поэтому Ампеццаны начали презрительно призывать к этой горе, с довольно округлой формой, которая отмечала южную границу владений ненавистной Аббессы, Cu de ra Badesa.

## Галерея

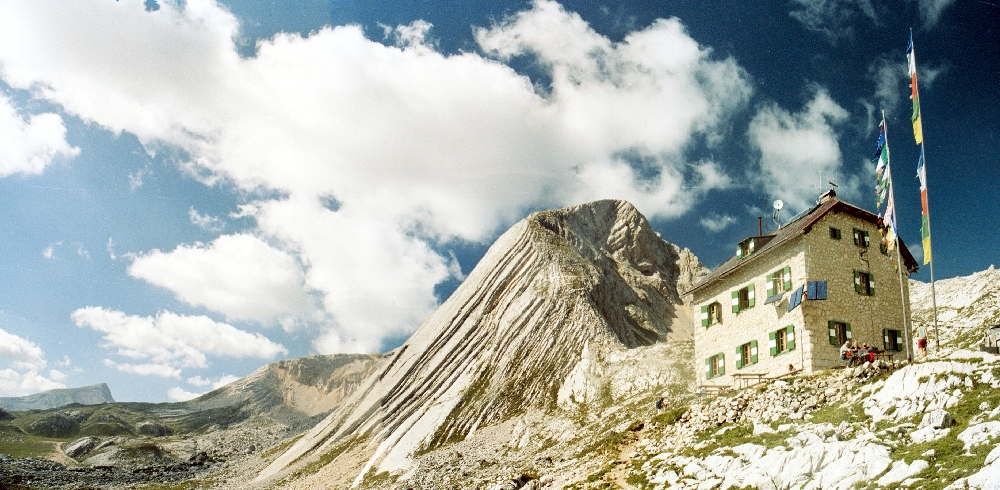
Убежище Биелла с вершины Крода дель Бечко
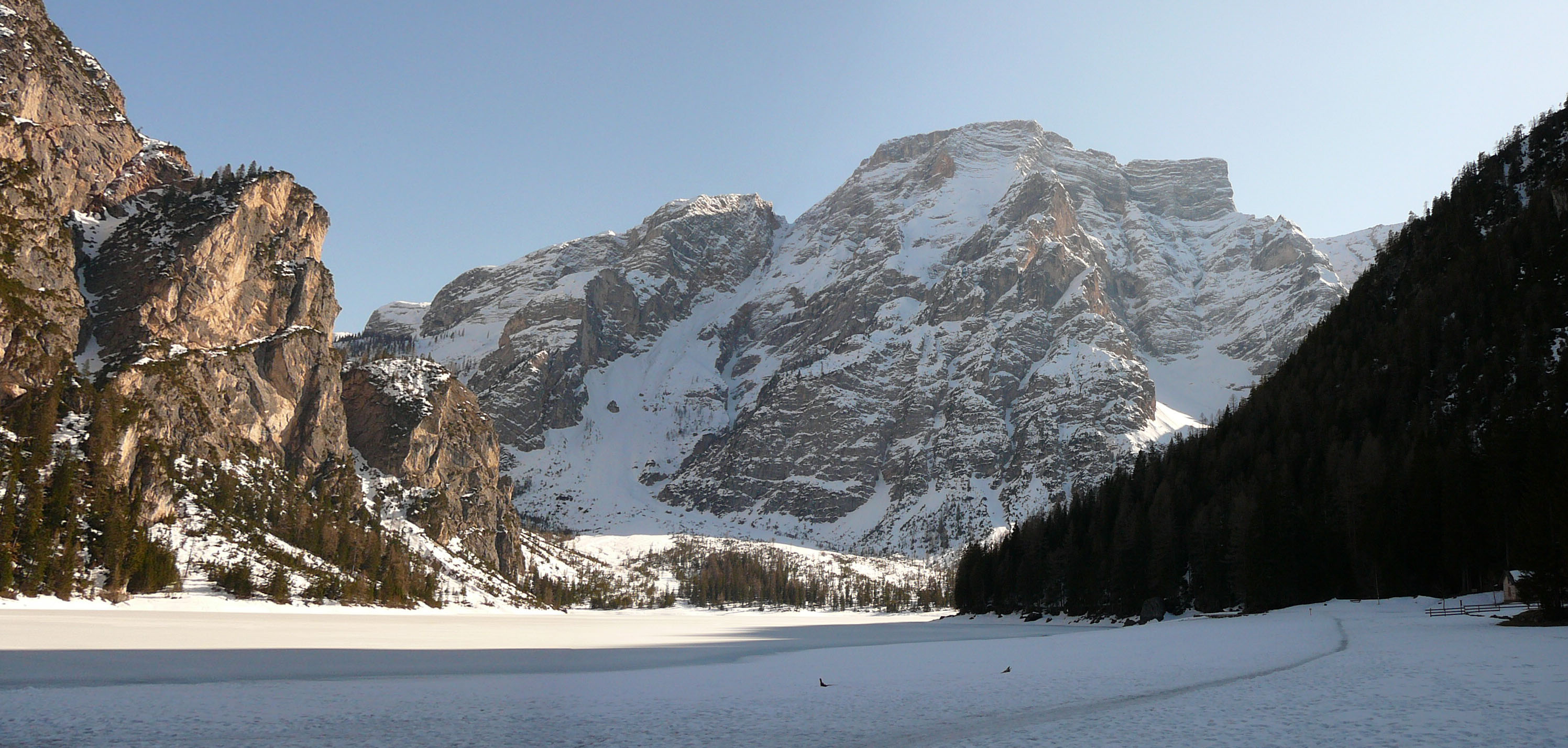
Озеро Браиес замерзшее с Кродой на заднем плане
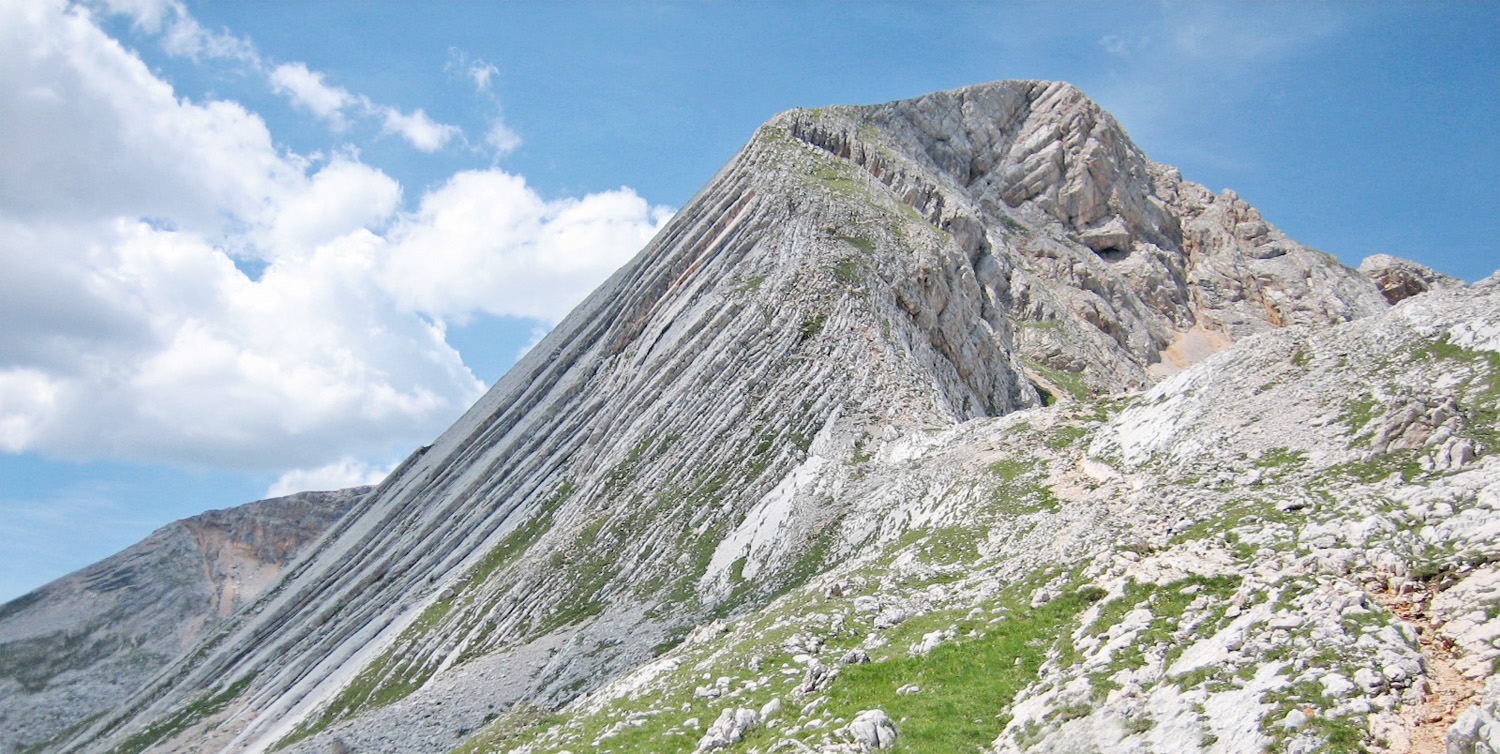
Вершина Крода дель Бечко
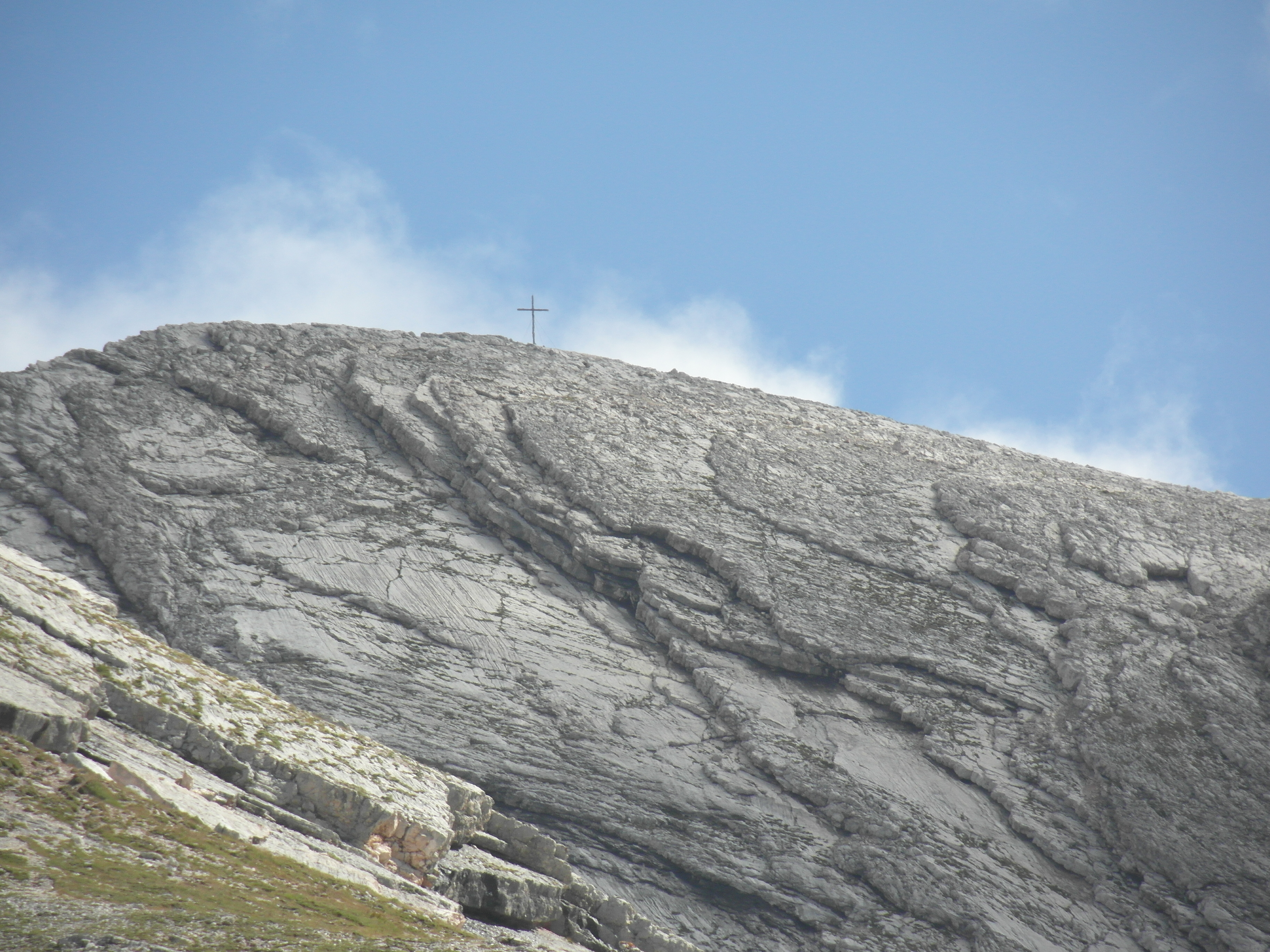
Крест на вершине
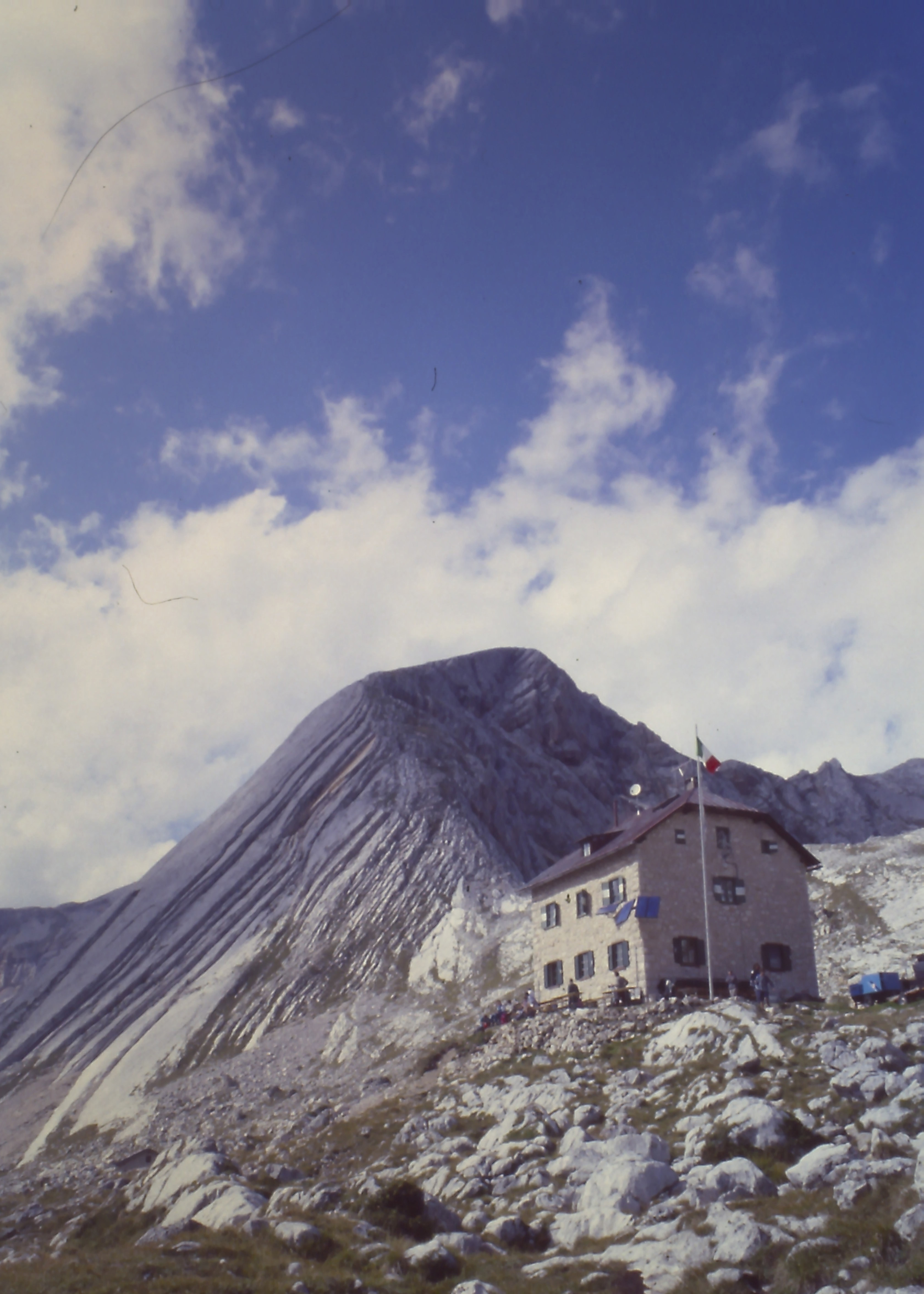
La Croda del Becco с убежищем Биелла у подножья